# Mugahera (periodiskt vattendrag i Ruyigi)
Mugahera är ett periodiskt vattendrag i Burundi.   Det ligger i provinsen Ruyigi, i den centrala delen av landet, 90 kilometer öster om huvudstaden Bujumbura.
Omgivningarna runt Mugahera är en mosaik av jordbruksmark och naturlig växtlighet. Runt Mugahera är det ganska tätbefolkat, med 160 invånare per kvadratkilometer.